# Kringelbach
Kringelbach er en dansk slægt:
- Georg Kringelbach (1839-1912) – dansk arkivar (Georg Nicolai Kringelbach)
- George Kringelbach (1927-1979) – dansk journalist og gastronom